# Bryospilus repens
Bryospilus repens är en kräftdjursart som beskrevs av Frey 1980. Bryospilus repens ingår i släktet Bryospilus och familjen Chydoridae. Inga underarter finns listade.